# Devario peninsulae
Devario peninsulae är en fiskart som först beskrevs av Smith, 1945.  Devario peninsulae ingår i släktet Devario och familjen karpfiskar. Inga underarter finns listade i Catalogue of Life.